# Hell Yeah! La Fureur du lapin mort
Hell Yeah! La Fureur du lapin mort (en anglais : Hell Yeah! Wrath of the Dead Rabbit) est un jeu vidéo d'action et de plates-formes, développé par Arkedo Studio et édité par Sega. Le jeu est disponible au téléchargement depuis le 25 septembre 2012 en Amérique du Nord, et le 3 octobre 2012 en Europe sur les plates-formes PlayStation Network, Xbox Live et PC.

## Synopsis
Ash, le lapin diabolique prince de l’Enfer est publiquement humilié, des photos de lui en train de prendre un bain avec son canard en plastique sont mises en ligne sur l’Hellternet. Ash compte employer tous les moyens pour se venger de cet affront.

## Accueil
- Jeuxvideo.com : 15/20[2]